# Sonnenuhr

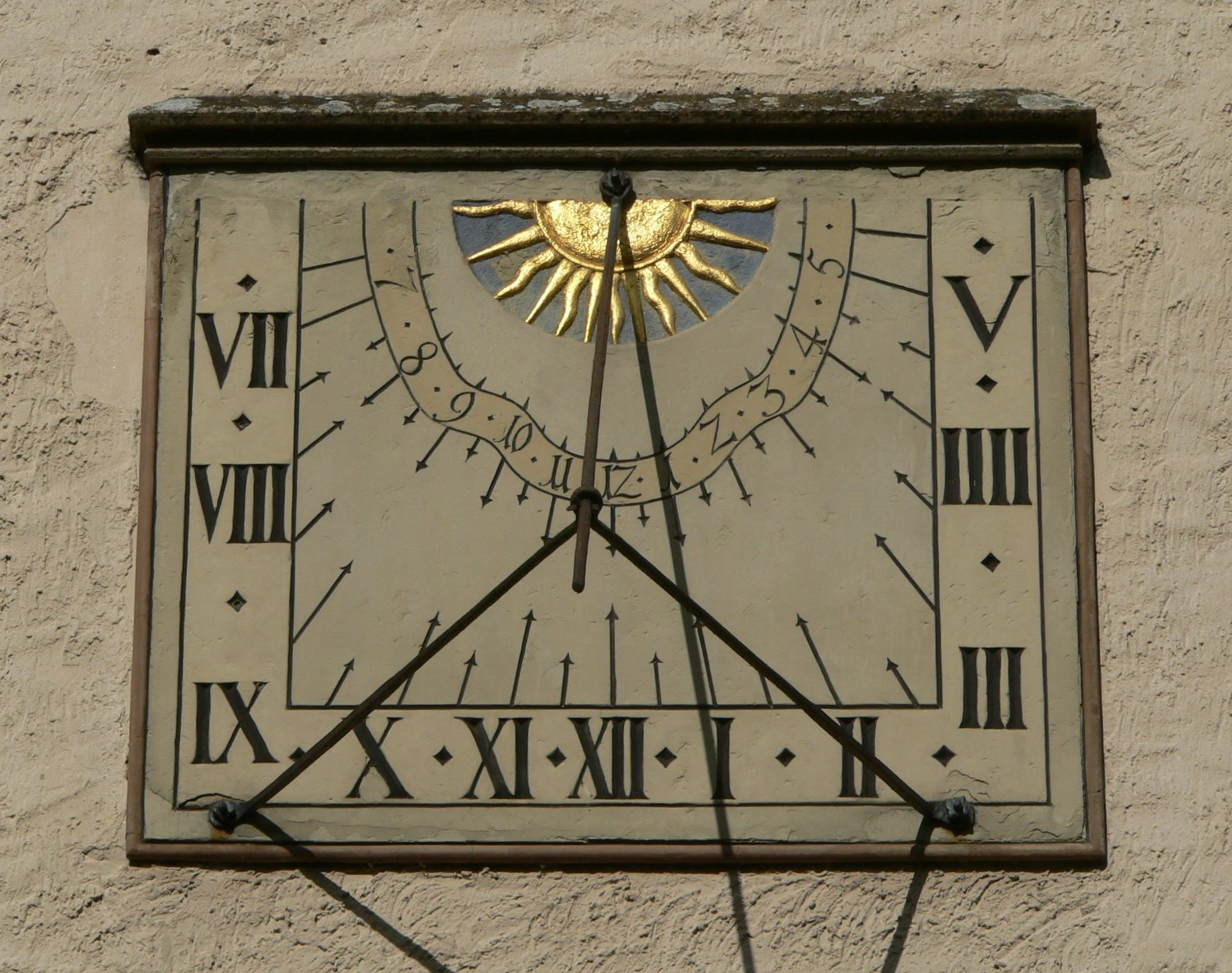
Vertikale Sonnenuhr mit Polstab, Süd-Wand, Stabschatten gegen den Uhrzeigersinn drehend

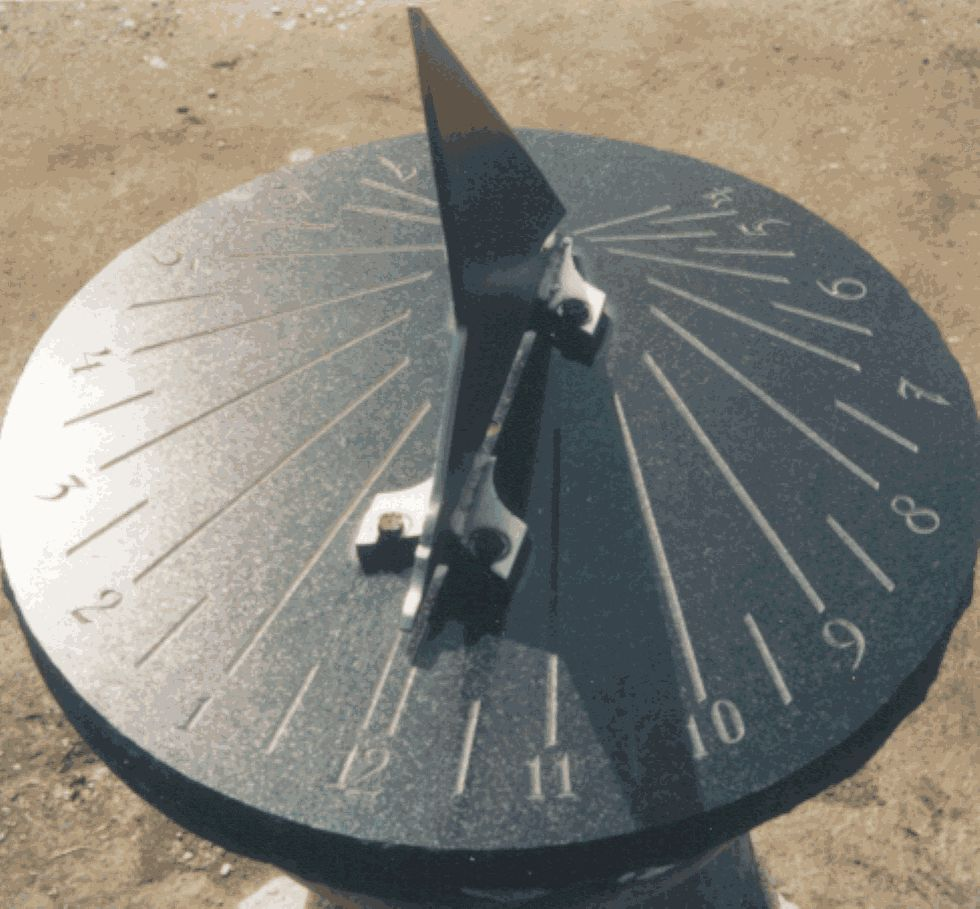
Horizontalsonnenuhr mit einer zur Erdachse parallelen Blechkante als Schattenwerfer in Stolpen

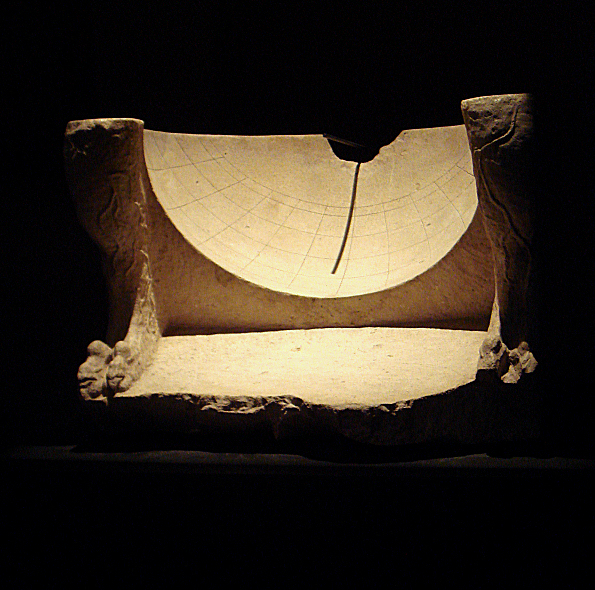
Antike Sonnenuhr (abgeschnittene Skaphe, aus Ai Khanoum) mit Nodus (Spitze eines verloren gegangenen waagerechten Stabes)

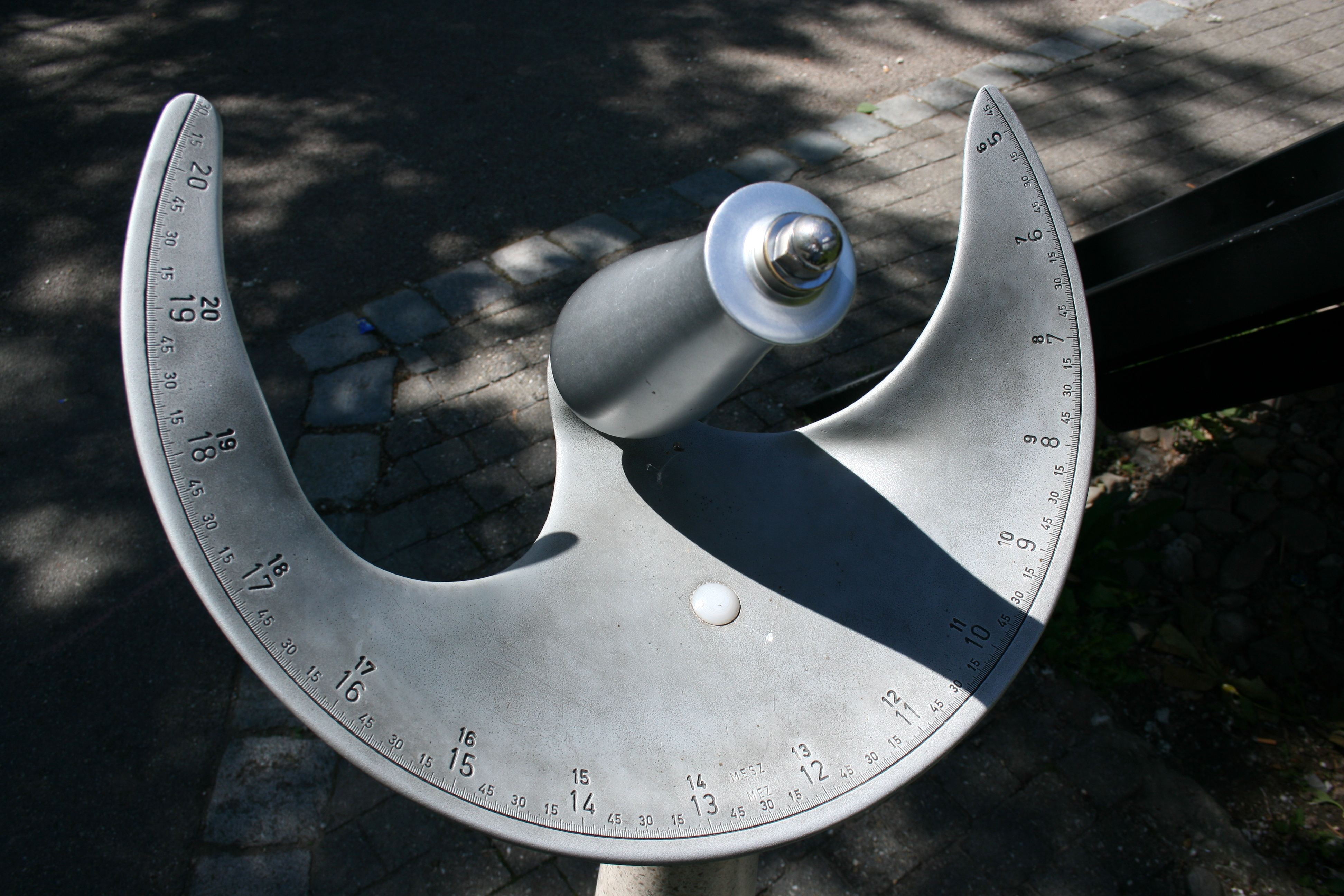
Äquatoriale Ringsonnenuhr mit Bernhardtscher Walze (vorderer Kantenschatten zur Zeitanzeige)

Eine Sonnenuhr zeigt mit Hilfe des Standes der Sonne am Himmel die Zeit innerhalb des Tages an – genauer die wahre Sonnenzeit. Als Zeiger dient meistens der linienförmige Sonnenschatten eines parallel zur Erdachse ausgerichteten Polstabes. Der Schatten dreht sich während des Tages auf dem mit Stunden skalierten Zifferblatt um den Befestigungspunkt des Stabes. Die Richtung des Schattens, die auf der Stundenskala abgelesen werden kann, entspricht der örtlichen Sonnenzeit. Die Vielfalt existierender Sonnenuhren beruht in erster Linie auf unterschiedlicher Form und Ausrichtung des Zifferblatts. Häufigste Variante ist die Vertikalsonnenuhr mit ebenem Zifferblatt auf einer senkrechten Gebäudewand.
Sonnenuhren sind seit der Antike in Gebrauch und waren noch am Beginn des 19. Jahrhunderts meistens gemeint, wenn von Uhren gesprochen wurde. Bis zum Beginn des 20. Jahrhunderts dienten sie noch in der Beschränkung auf die Anzeige der Mittagsstunde (sogenannte Mittagsweiser) zum Justieren der noch zu ungenauen mechanischen Uhren. Heute stellen sie häufig nur noch Schmuck an Gebäuden, in Gärten und in Parks dar. Moderne Sonnenuhren in relativ aufwändiger Bauweise – zum Beispiel mit Bernhardtscher Walze oder die Helios-Sonnenuhr – sind in der Lage, anstatt der Sonnenzeit oder zusätzlich zu ihr die „amtliche“ Zeit auf die Minute genau anzuzeigen, also zum Beispiel die MEZ oder die MESZ.
Auf manchen Sonnenuhren wird zusätzlich mit Hilfe des Schattens der Stabspitze oder einer schattenwerfenden kleinen Kugel (Nodus) in grober Näherung der Kalendertag angezeigt.

## Der Stand der Sonne am Himmel

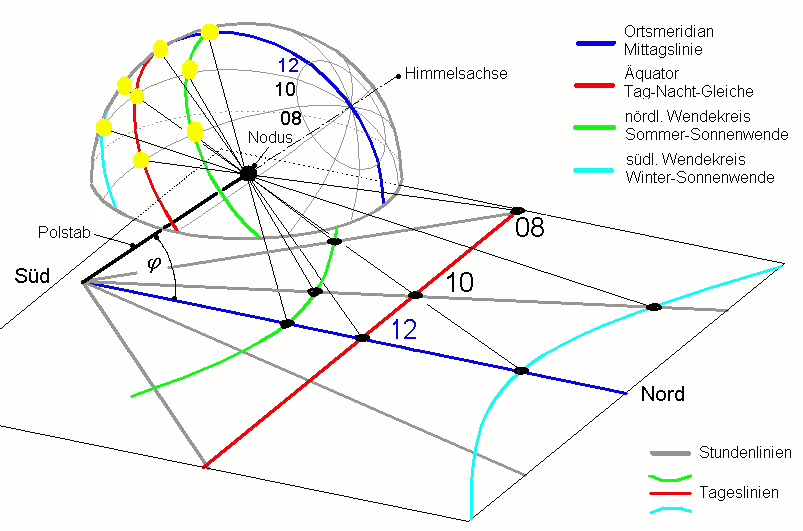
Sonne auf der Himmelskugel (oben, verkleinert)
Abbildung der Sonne als Schattenpunkt (Gnomonische Projektion) beziehungsweise als Schattenlinie auf Sonnenuhren-Zifferblatt (unten, vergrößert)
Stundenlinien grau und blau; Tageslinien: grün, rot und cyan

Sonnenbahnen auf der Himmelskugel: vorne Sommer-, hinten Wintersonnenwende, Mitte Tag-Nacht-Gleiche
Winkelkoordinaten Stundenwinkel und Deklinationswinkel

Die Summe aller am Himmel möglichen Orte der Sonne (Sonnenstand) ist die Hälfte der Mantelfläche einer vom Horizont und von den beiden Wendekreisen begrenzten halben Schicht der Himmelskugel. Der Horizont begrenzt im Osten und im Westen den mit dem veränderlichen Stundenwinkel angebbaren Tageslauf der Sonne (links stehende Abbildung, oben). Die jährliche Bewegung der Sonne findet zwischen den Wendekreisen statt und wird mit ihrem veränderlichen Deklinationswinkel angegeben.
Die beiden den Sonnenstand bezeichnenden Winkel (rechts stehende Abbildung) lassen sich getrennt interpretieren:
- der Stundenwinkel {\displaystyle \tau } als Tageszeit und
- der Deklinationswinkel {\displaystyle \delta } als Kalenderdatum.

## Funktion einer Sonnenuhr

### Abbildung der Sonne als Schatten
Ein schattenwerfender Punkt (Nodus) erzeugt von der Sonne einen Schattenpunkt. Sonne und Himmel (stellvertretend die auf ihm gedachten Kreise) werden in einer Zentralprojektion (wie beim Fotoapparat) – hier in der sogenannten gnomonischen Projektion – zweidimensional auf das Zifferblatt abgebildet (links stehende Abbildung, unten; das Zifferblatt kann prinzipiell beliebige Form und Orientierung haben). Zur Lageangabe eines Punktes in einer Ebene genügen zwei Koordinatenwerte. Umgekehrt: In der Lage des Schattenpunktes sind die Werte der beiden Winkelkoordinaten, die den Ort der Sonne an der Himmelskugel kennzeichnen, codiert. Die Decodierung erfolgt mit Hilfe des Liniennetzes aus den mitabgebildeten gedachten Himmelskreisen:
- Die radialen Linien unterscheiden den Stundenwinkel, sie sind mit Tagesstunden skaliert (in Mitteleuropa 16 Linien für 16-Stunden-Tage im Hochsommer).
- Die Hyperbeln unterscheiden den Deklinationswinkel, sie sind mit Kalenderdaten skaliert (traditionell 6 Hyperbeln und 1 Gerade für 12 Kalendertage im Jahr, 5 Linien für je 2 Kalendertage doppelt verwendet).

Theoretisch ist der Mittelpunkt M der Himmelskugel die Erdmitte. Der in M positionierte Nodus darf sich aber ohne merklichen Fehler etwas über der Erdoberfläche befinden. Die Himmelskugel mit der Entfernung zur Sonne als Radius ist nämlich im Vergleich zur Erde so groß, dass jeder Ort in, auf oder nahe über der Erde als ihr Mittelpunkt gelten kann.
Bei Verwendung eines schattenwerfenden Stabes (genannt Polstab, da zu den Himmelspolen zeigend) wird die Anzeige des Kalendertages eliminiert. Vorteil ist, dass der entstehende linienförmige Stabschatten auffälliger und schneller erkennbar als der Schattenpunkt ist. Das Prinzip der Projektion entspricht der Abbildung mit einer Zylinderlinse. Ein Punkt (die Sonne) wird als Strich (Schattenlinie) eindimensional abgebildet. Der Schattenstab muss sich in der Himmelsachse, in der sich alle auf der Himmelskugel gedachten Stundenkreise schneiden, befinden. Er ist somit für die Abbildung aller Stundenkreise zu Stundenlinien gleich richtig ausgerichtet. Der Polstabschatten fällt zur selben Tageszeit auf dieselbe Tageslinie unabhängig davon, welcher Tag im Jahr ist. Er dreht sich über den Tag um den Schnittpunkt der radialen Stundenlinien (Fußpunkt des Polstabs) und fällt nach jeweils einer Stunde auf eine skalierte Stundenlinie.
Die Umkehr der Abbildung mittels Licht anstatt mittels Schatten kommt bei Sonnenuhren ebenfalls vor. Punktlicht wird von einer Lochblende (wie bei einer Lochkamera) und Linienlicht von einer Schlitzblende erzeugt.

### Werte von Stunden- und Deklinationswinkel

Die Erdachse ändert während des Jahresumlaufes ihre Richtung nicht

Die scheinbare tägliche Bewegung der Sonne um die Erde erfolgt näherungsweise auf einem Kreis auf der Himmelskugel. Die Zeit, die sie für einen vollständigen Umlauf benötigt, ist der Sonnentag (auch bürgerlicher Tag oder Kalendertag). Eine der 24 gleich langen (äquinoktialen) Stunden des Volltages entspricht der Bewegung der Sonne über 15° (360°÷24 = 15°). Auf dem horizontalen Sonnenuhren-Zifferblatt weichen die Winkel zwischen den Stundenlinien vom Wert 15° ab (der Mittelwert von 12 symmetrisch über die Stundenlinie des wahren Mittags verteilten Zwischenwinkeln ist 15°).
Die Sonne kulminiert im Sommer am Mittag 2 × 23,5° höher über dem Südpunkt (Nordhalbkugel der Erde) des Horizonts als im Winter. Entscheidend für die jährlich veränderliche Kulmination ist, dass die 23,5° zur Erdbahn geneigte Erdachse nicht um die Sonne rotiert, sondern während des Sonnenumlaufs ihre Richtung relativ zu den Sternen beibehält (Exzenterbewegung, nebenstehende Abbildung). Die Sonne bewegt sich täglich auf einem anderen Parallelkreis scheinbar am Himmel. Auf dem Sonnenuhren-Zifferblatt werden diese vom schattenwerfenden Punkt als hyperbelförmige Kalendertageslinien abgebildet.

### Vergleich zwischen Nodus- und Polstab-Prinzip
In der Antike war die zweidimensionale Abbildung mittels Nodus üblich und nötig, denn die anzuzeigenden und mit der Jahreszeit veränderlichen temporalen Stunden sind sowohl eine Funktion des Stundenwinkels als auch eine des Deklinationswinkels. Als Nodus diente die Spitze eines vertikalen Stabes, des Gnomons, der dem Fachgebiet Gnomonik seinen Namen gab. Eine Zentralprojektion mit dem projizierenden Punkt in der Mitte des abzubildenden Körpers wird folglich verallgemeinert als gnomonische Projektion bezeichnet.
Im späten Mittelalter wurden die mechanischen Uhren erfunden, wodurch sich im öffentlichen Gebrauch die konstanten, von der Jahreszeit unabhängigen äquinoktialen Stunden durchzusetzen begannen. Zur Anzeige dieser Stundenart auf einer Sonnenuhr genügt die eindimensionale Abbildung mit einem Polstab. Die Schattenlinie ist in Bezug zu den Stundenlinien auf dem Zifferblatt einfacher ablesbar als der Schattenpunkt des Nodus. Zudem dreht sie sich – wie der Zeiger einer mechanischen Uhr – um einen Punkt (Fußpunkt des Stabes). Das sind Gründe dafür, dass Sonnenuhren mit Polstab häufiger sind als solche mit Nodus.
Der Nodus wurde nach dem Übergang zu äquinoktialen Stunden eigentlich nicht mehr gebraucht, blieb aber neben dem Polstab weiter in Anwendung. Moderne Sonnenuhren, die die sogenannte Zeitgleichung in der Anzeige berücksichtigen, benötigen wieder die Punktanzeige, denn diese „Gleichung“ ist eine Funktion der Jahreszeit.

## Anzeige der Tageszeit
Die Anzeige der Tageszeit ist die eigentliche Funktion einer Sonnenuhr. Gemessen an den üblichen mechanischen und elektronischen Uhren geht die Sonnenuhr aber ziemlich „falsch“, weil die scheinbare Bewegung der Sonne nicht gleichmäßig ist. Bis zur Erfindung der mechanischen Räderuhr am Ende des Mittelalters hatte dieser „Fehler“ keine Bedeutung. Man konnte ohne weiteres hinnehmen, dass die wahre Sonnenzeit übers Jahr im Vergleich zur gleichmäßig ablaufenden Zeit im Sommerhalbjahr bis etwa ±5 Minuten, im Winterhalbjahr sogar bis etwa ±15 Minuten abwich. Die Allgemeinheit hatte davon keine Kenntnis. Das hätte auch nichts genützt, denn es gab keine bessere fortlaufend messende Uhr als die Sonnenuhr. Nur Astronomen wussten vom ungleichmäßigen Lauf der Sonne und korrigierten die gemessene Sonnenzeit (wahre Sonnenzeit) mit der sogenannten Zeitgleichung, die bereits Ptolemäus kannte, auf die gleichmäßig vergehende Zeit (mittlere Sonnenzeit), um ihre Beobachtungen genauer interpretierbar zu machen.
Die mit einer gewöhnlichen Sonnenuhr gemessene Zeit unterscheidet sich von der an Orten mit anderem geografischen Längengrad gemessenen. Man nennt sie die wahre Ortszeit des Standortes (nur an Orten mit gleichem Längengrad gleich). Einige Sonnenuhren sind allerdings nicht für die wahre Ortszeit am Aufstellort, sondern für die wahre Ortszeit am Bezugslängengrad der gesetzlich angewendeten Zonenzeit skaliert, z. B. für die wahre Ortszeit auf dem 15. Längengrad Ost (MEZ) bzw. auf dem 30. Längengrad Ost(MESZ). Von der Zonenzeit – der mittleren Ortszeit am Bezugsmeridian – weicht diese Anzeige noch um die Zeitgleichung ab. Sonnenuhren mit Zeitgleichungs-Korrektur sind relativ selten, weil die dafür erforderliche Konstruktion aufwändig ist.

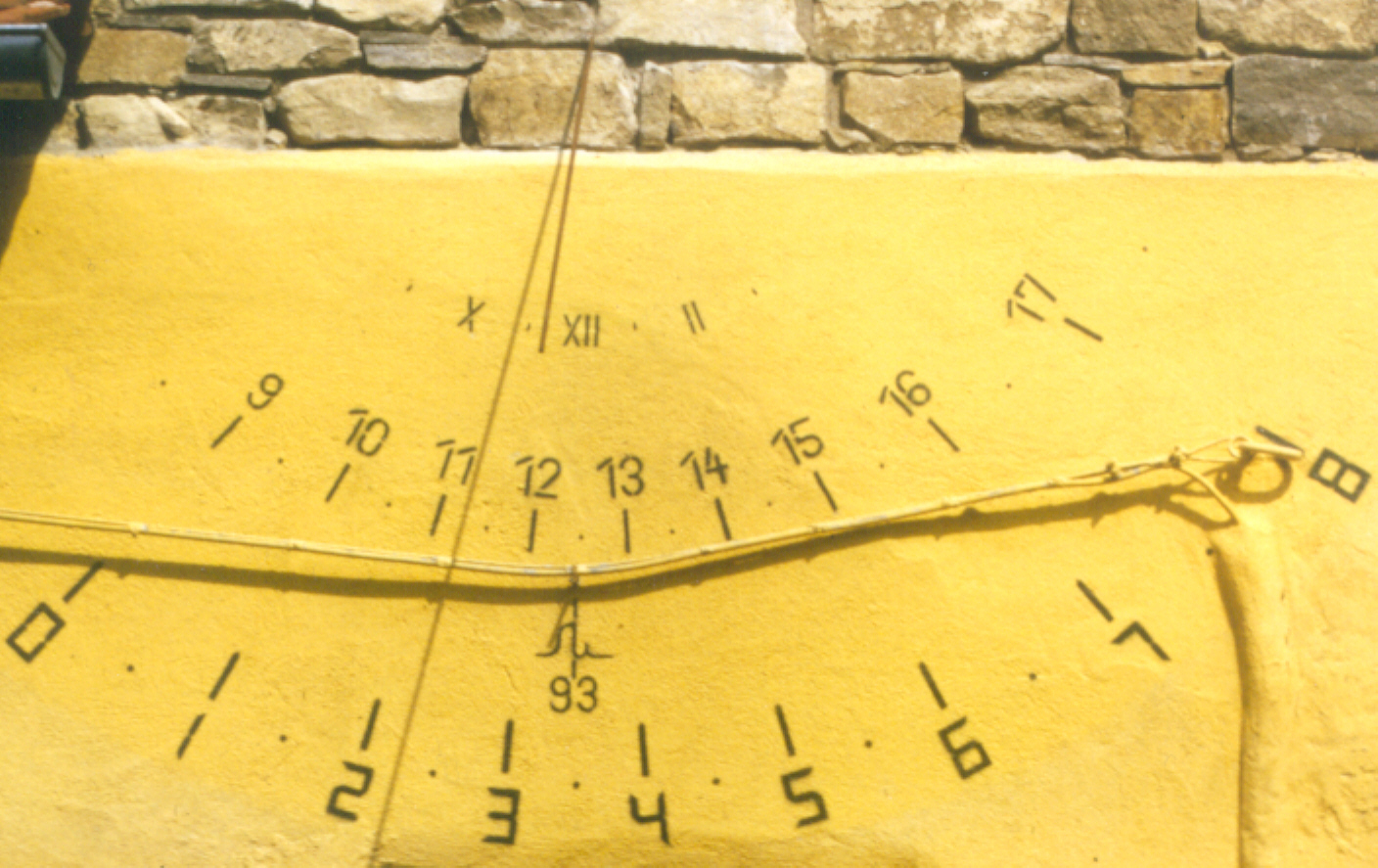
Vertikale Sonnenuhr für äquinoktiale Stunden
oben: WOZ (X bis II Uhr), Mitte: MEZ
unten: MESZ (10 bis 18 Uhr, Ziffern übereinander)
MEZ- und MESZ-Anzeige mit Fehler der Zeitgleichung behaftet

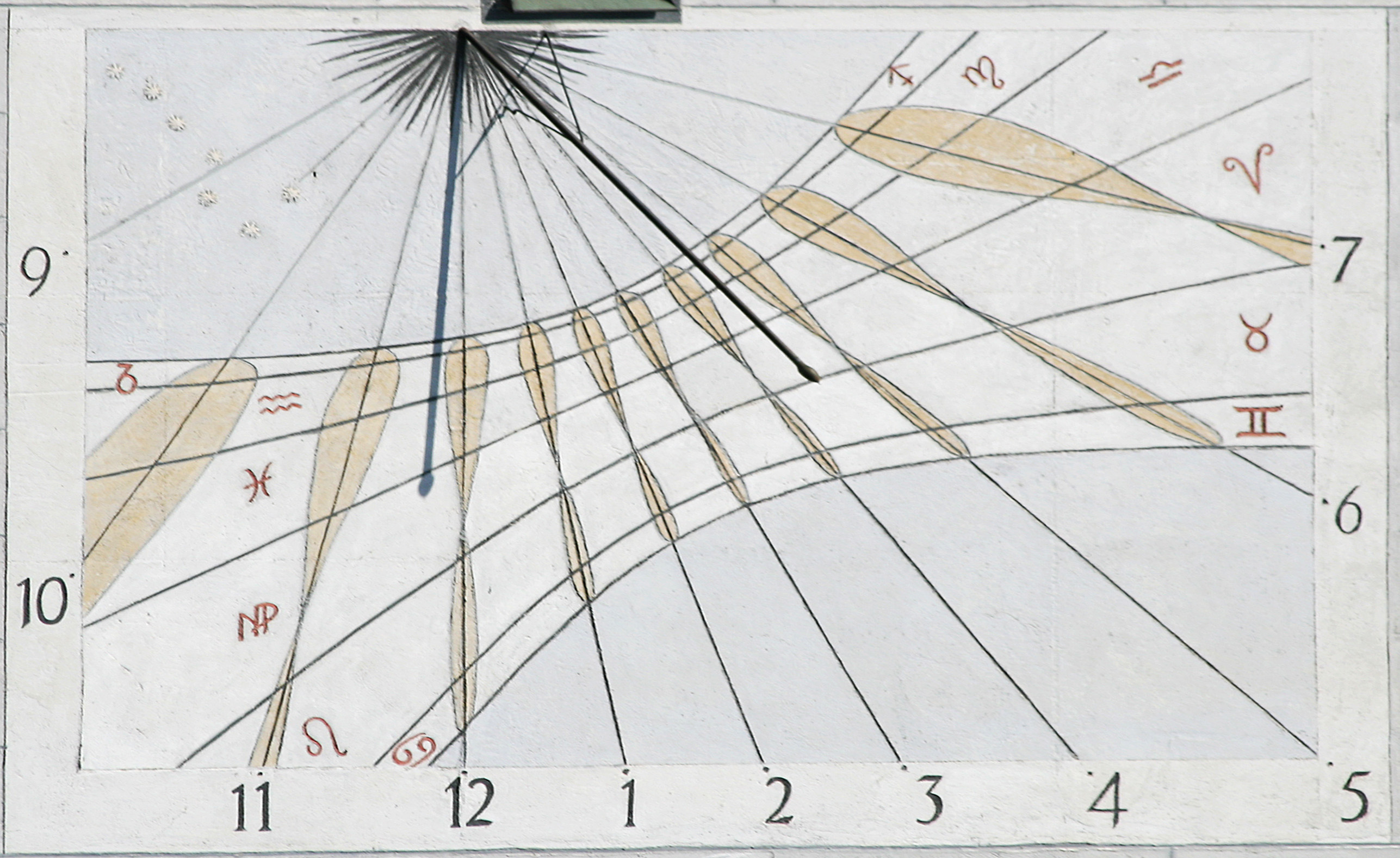
vertikale Sonnenuhr für die mittlere Ortszeit in München (nicht MEZ)

In den weiteren Beschreibungen sind folgende Unterscheidungsmerkmale bei der Messung der Tageszeit mittels einer Sonnenuhr beachtet:
- die Dauer der verschieden definierten Stunden,
- der Zählbeginn für die verschieden definierten Stunden,
- die mit der Zeitgleichung auszugleichende Schwankung während des Jahres.

Auf diese Weise werden die auf den noch existierenden historischen Sonnenuhren angezeigten Stunden, die anders als heute definiert sind, und die moderne Korrektur für die Anzeige der gleichmäßig ablaufenden Zeit (mittlere Sonnenzeit) eingeschlossen.

### Anzeige in äquinoktialen Stunden
Die seit dem Ende des Mittelalters bis heute geltenden äquinoktialen Stunden können vorteilhaft (linienförmiger Schatten) bei Verwendung eines Polstabes als Wahre Ortszeit (WOZ) angezeigt werden. Die Skala lässt sich auch für die WOZ des Bezugsmeridians der Zeitzone anzeigen (Bild: vertikale Sonnenuhr für äquinoktiale Stunden), die aber gegen die amtliche Zeit übers Jahr schwankt. Moderne Sonnenuhren mit angewendeter Zeitgleichung brauchen zur Anzeige wieder den historisch älteren Nodus.

### Anzeige der mittleren Tageszeit
Sonnenuhren, die die Zeitgleichung anwenden, haben z. B. anstatt gerader Stundenlinien wie ein Analemma geformte Schleifenlinien, auf denen die Stunde mit Hilfe eines Schattenflecks angezeigt wird (Bild: vertikale Sonnenuhr für die mittlere Ortszeit in München). Um verwechslungsfreies Ablesen zu ermöglichen, wird die Analemmaschleife oft in zwei Teile zerlegt und auf zwei Zifferblättern angebracht, die zweimal im Jahr gegeneinander ausgetauscht werden. Eine andere Möglichkeit ist die Verdopplung der Sonnenuhr, wobei jede Halbsonnenuhr mit einer Hälfte der Analemmaschleife versehen ist (siehe unten stehendes Bild zylindrische Sonnenuhr für Mittlere Ortszeit (MOZ)). Solche Uhren werden meistens für das Messen der Zonenzeit (zum Beispiel MEZ und/oder MESZ) verwendet.

### Anzeige in temporalen Stunden

Vertikales Zifferblatt für temporale Stunden; zum Vergleich: in Rot für äquinoktiale Stunden

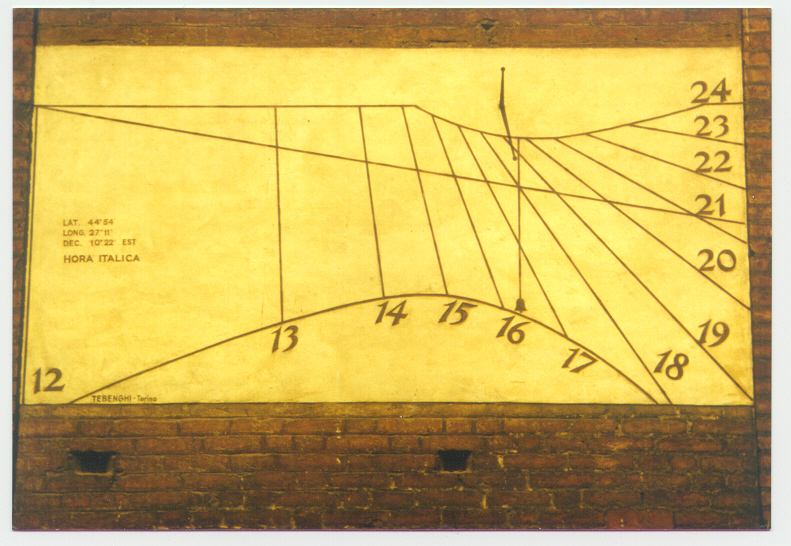
Vertikale Sonnenuhr für italienische Stunden

Bei den in der Antike verwendeten temporalen Tagesstunden ist die Länge von der Jahreszeit (Parameter: Sonnendeklination) abhängig. Der über das Jahr unterschiedlich lange lichte Tag wird in zwölf gleiche Stunden unterteilt. Der Zeitgleichungs-„Fehler“ ist grundsätzlich enthalten, denn Bezugspunkt ist die übers Jahr schwankende Tagesmitte, die sich aus den Zeitpunkten für Sonnenauf- und Sonnenuntergang ergibt.
Temporale Stunden können nur mit punktförmigen Schatten auf einer zweidimensionalen Skala angezeigt werden. Auf dem Zifferblatt im Bild Vertikales Zifferblatt für temporale Stunden sind zum Vergleich in Rot gezeichnete äquinoktiale Stundenlinien gezeichnet, auf die der Schatten eines Polstabs fällt. Dieser geht durch den Nodus N und seinen Fußpunkt F auf dem Zifferblatt. Der Nodus liegt vor dem Zifferblatt. Die Linien für temporale Stunden sind nur näherungsweise Geraden und schneiden sich nicht in einem Punkt. Ihre im Sommer anzeigenden Teile haben untereinander größeren Abstand als die der äquinoktialen Stundenlinien. Im Winter ist es umgekehrt. Beide Linien-Büschel schneiden sich an den Tagen der Tag-Nacht-Gleiche.

### Anzeige in besonderen Stunden
Während des Übergangs von temporalen zu äquinoktialen Stunden gab es den Gebrauch äquinoktialer Stunden, die nicht auf den Sonnenhöchststand (Wahrer Mittag), sondern auf den Sonnenauf- oder -untergang bezogen wurden. Beide Momente variieren übers Jahr, weshalb diese Stunden nur mit einem punktförmigen Schatten anzeigbar sind. Solche Stunden waren Italienische Stunden (ab Sonnenuntergang), Babylonische Stunden (ab Sonnenaufgang) und Nürnberger Stunden (ab Abend mit schrittweise verändertem Zählbeginn).

## Anzeige des Jahresdatums
Die Deklination der Sonne ist ein direktes Maß für das Jahresdatum. Eine Sonnenuhr mit Nodus zeichnet Tagesbahnen (Datumslinien) der Sonne auf. Traditionell werden die Tage zu Beginn der zwölf astrologischen Tierkreiszeichen ausgewählt. Da sich die Deklination während eines Tages kaum ändert, lassen sich fünf Linien des Sommerhalbjahres (Löwe bis Schütze) auch im Winterhalbjahr verwenden (Wassermann bis Zwillinge). Zusammen mit den Linien für die Sonnenwendetage (Anfang von Krebs und Steinbock) enthält ein Zifferblatt sieben Datumslinien (Hyperbeln in den Bildern vertikale Sonnenuhr für die mittlere Ortszeit in München und vertikales Zifferblatt für temporale Stunden).

## Die Zifferblätter

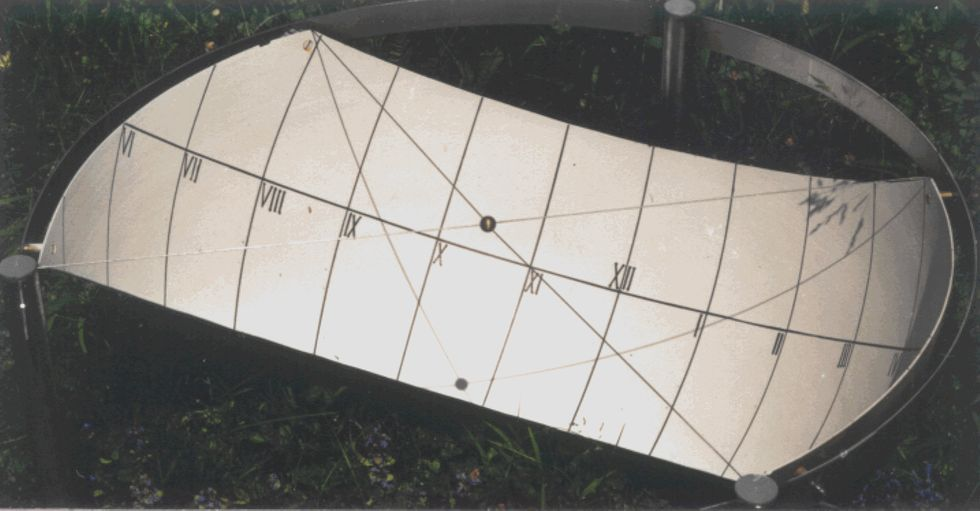
Sonnenuhr (Skaphe) mit Nodus

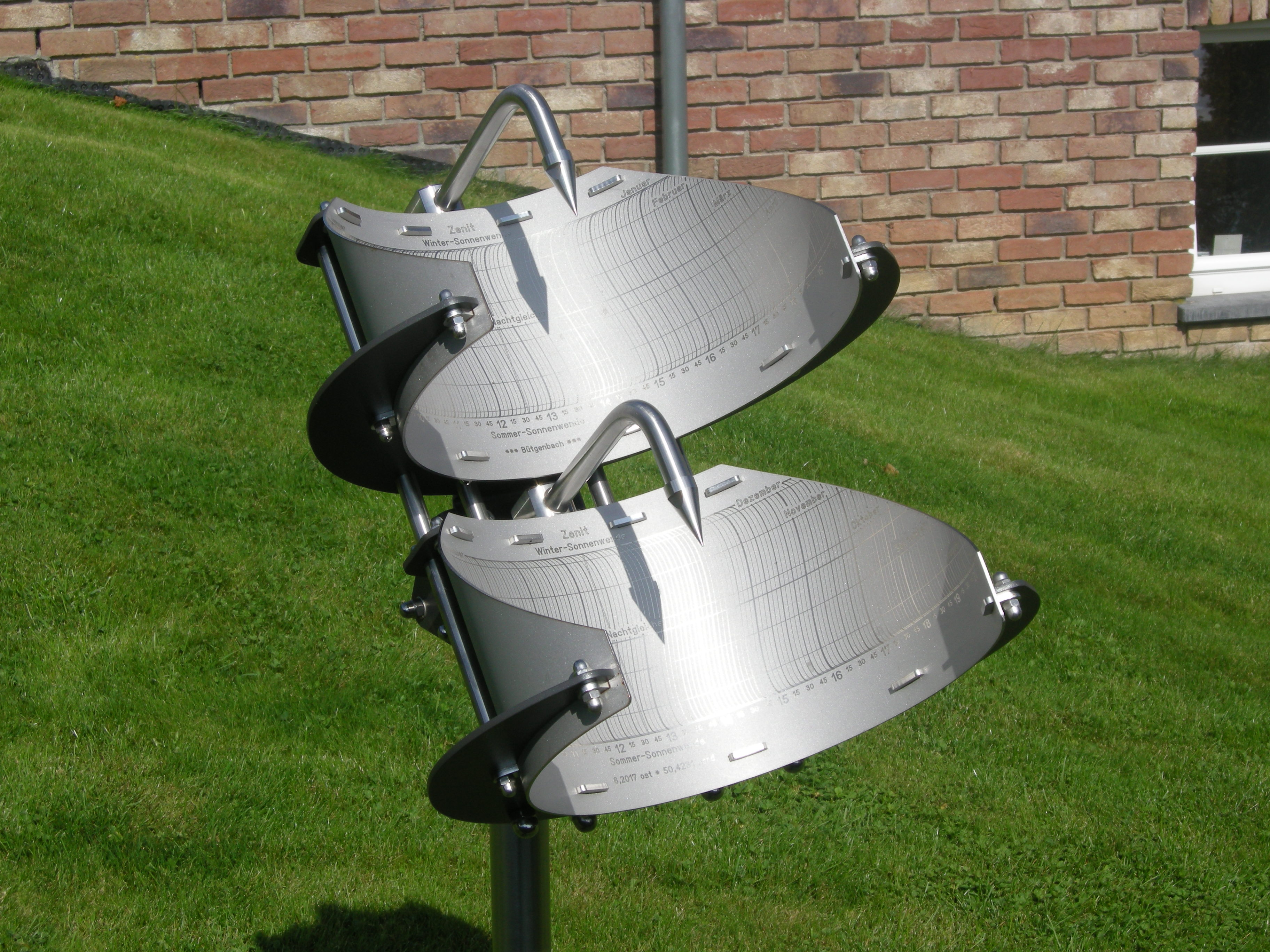
Zylindrische Sonnenuhr für MOZ, oben: erstes, unten: zweites Halbjahr

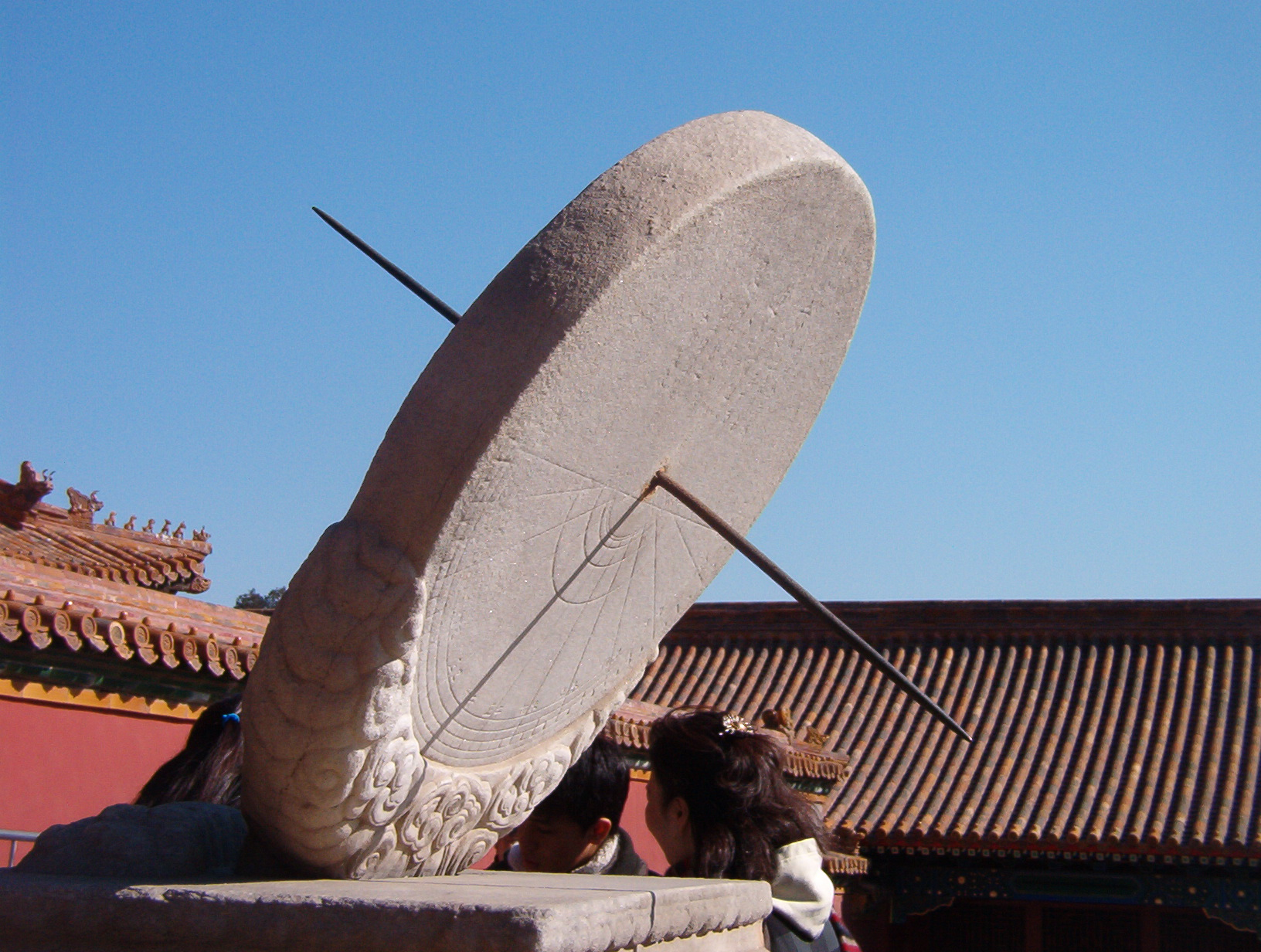
Äquatorialsonnenuhr

Prinzipielles Unterscheidungskriterium bei Sonnenuhren ist die Verwendung entweder eines Polstabs oder eines Nodus. Sonst unterscheiden sie sich vor allem durch die Form und die Ausrichtung ihres Zifferblattes. Alle Formen und alle Ausrichtungen im Raum sind möglich. Die drei folgenden Formen sind die häufigsten. Die Aufzählung führt von der komplexesten zur einfachen Form und gleichzeitig von der historisch ältesten zur heute überwiegend vorkommenden Form.

### Kugelförmiges Zifferblatt
Dieses Zifferblatt ist die Gegenform der Himmelskugel. Es wurde bereits in der Antike unter dem Begriff Skaphe (Bild am Artikelanfang) verwendet und war mit Linien für temporale Stunden versehen. Die moderne Ausführung in nebenstehendem Bild ist für äquinoktiale Stunden liniert. Von der Halbkugel einer Skaphe sind die nicht anzeigenden Teile abgeschnitten.
Bei Globus-Sonnenuhren befindet sich das Zifferblatt auf der Außenseite einer Kugel. Eine moderne Globus-Sonnenuhr mit Nodus im Mittelpunkt ist die Helios-Sonnenuhr.

### Zylindrisches Zifferblatt
Weil eine Zylinderfläche einfacher herzustellen ist als eine Kugelfläche, waren Hohlzylinder-Sonnenuhren (siehe nebenstehendes Bild) und Hohlkegel-Sonnenuhren die Nachfolger der antiken Skaphe.
Eine als Höhensonnenuhr gebrauchte Zylindersonnenuhr hat ihre Skala auf der Außenseite eines Zylinders (auch als Säulensonnenuhr bezeichnet).

### Ebenes Zifferblatt
Die meisten Sonnenuhren haben das einfache ebene Zifferblatt, das zudem meistens an einer Hauswand angebracht ist. Bei Horizontalsonnenuhren befindet es sich auf dem Boden, manchmal auch auf der Oberseite eines Sockels oder auf einem Tisch.
Horizontale Sonnenuhren haben gegenüber vertikalen Sonnenuhren den Vorteil, dass sie zwischen Sonnenauf- und -untergang immer besonnt sind. Vertikale Sonnenuhren können im Sommer die frühen und die späten Tagesstunden nicht anzeigen. Handelt es sich nicht um eine reine Süd-(Haus-)Wand, so ist die Einschränkung am Morgen oder am Abend am größten.
Bei der Äquatorialsonnenuhr (siehe nebenstehendes Bild) hat das Zifferblatt eine Sonderausrichtung. Es liegt in der Ebene des Himmelsäquators. Eine solche Sonnenuhr hat auf beiden Seiten der Ziffernscheibe ein Zifferblatt (oben für das Sommerhalbjahr; unten für das Winterhalbjahr). An den Tagen der Tag-Nacht-Gleiche ist die Uhr wegen Streiflicht nicht ablesbar.
Eine weitere Sonderausrichtung des Zifferblatts ist die zum Polstab parallele Lage bei einer Polaren Sonnenuhr. Die Stunden-Striche auf dem Zifferblatt sind zueinander parallele Linien. Die polare Ost-Sonnenuhr befindet sich auf einer nach Osten zeigenden Wand. Die polare West-Sonnenuhr ist das Gegenstück dazu. Zwischen diesen beiden Grenzausrichtungen befindet sich das polare Zifferblatt auf einer nach hinten gekippten Südwand.

## Geschichte

### Gnomon
Die Beobachtung der Schattenlänge eines vertikal ausgedehnten Objekts – eines Gnomons – ist der Anfang für die Zeitmessung mittels einer Sonnenuhr. Der Mensch hat vermutlich schon in seiner frühesten Geschichte damit angefangen, wobei er auch sich selbst als Schattenwerfer benutzte. Verlässliche Quellen dafür stammen aber erst aus dem antiken Griechenland in Form von Tafeln, auf denen die Tageszeit in Abhängigkeit von der eigenen Schattenlänge angegeben ist. Solche Tabellen (Schattentafeln) wurden später auch im Römischen Reich und noch im Mittelalter benutzt. Als Maßeinheit diente jeweils die Länge des eigenen Fußes.
Mit einem Stab als Gnomon entstand ein Mittagsweiser, eines der ersten astronomischen Instrumente. Damit wurde mithilfe einer auf dem Boden in Meridian-Richtung angebrachten Skala die Schattenlänge am Mittag als Maß für die Jahreszeit ermittelt. Bei bekannter Jahreszeit hat dann Eratosthenes, der die Erde schon um 240 v. Chr. als Kugel ansah, aus den Mittagsschatten zweier gleicher Mittagsweiser den Erdradius ziemlich genau bestimmen können. Ein Mittagsweiser stand in Syene – dem heutigen Assuan – und einer in Alexandria. Die Messungen erfolgten gleichzeitig am Tag der Sommersonnenwende. Dazu wertete er die Differenz der Höhenwinkel der Sonne, die in den Schattenlängen enthalten sind, und die ihm bekannte Entfernung zwischen den beiden Orten aus.
Eine Anwendung des Gnomons erfolgte auch schon früh im Indischen Kreis, womit eigentlich nur die Himmelsrichtungen ermittelt werden. Diese Gnomonanwendung konnte somit auch früh für vorgefertigte Sonnenuhren hilfreich sein, denn diese sind den Himmelsrichtungen gemäß aufzustellen, damit sie als Zeitmesser richtig funktionieren.

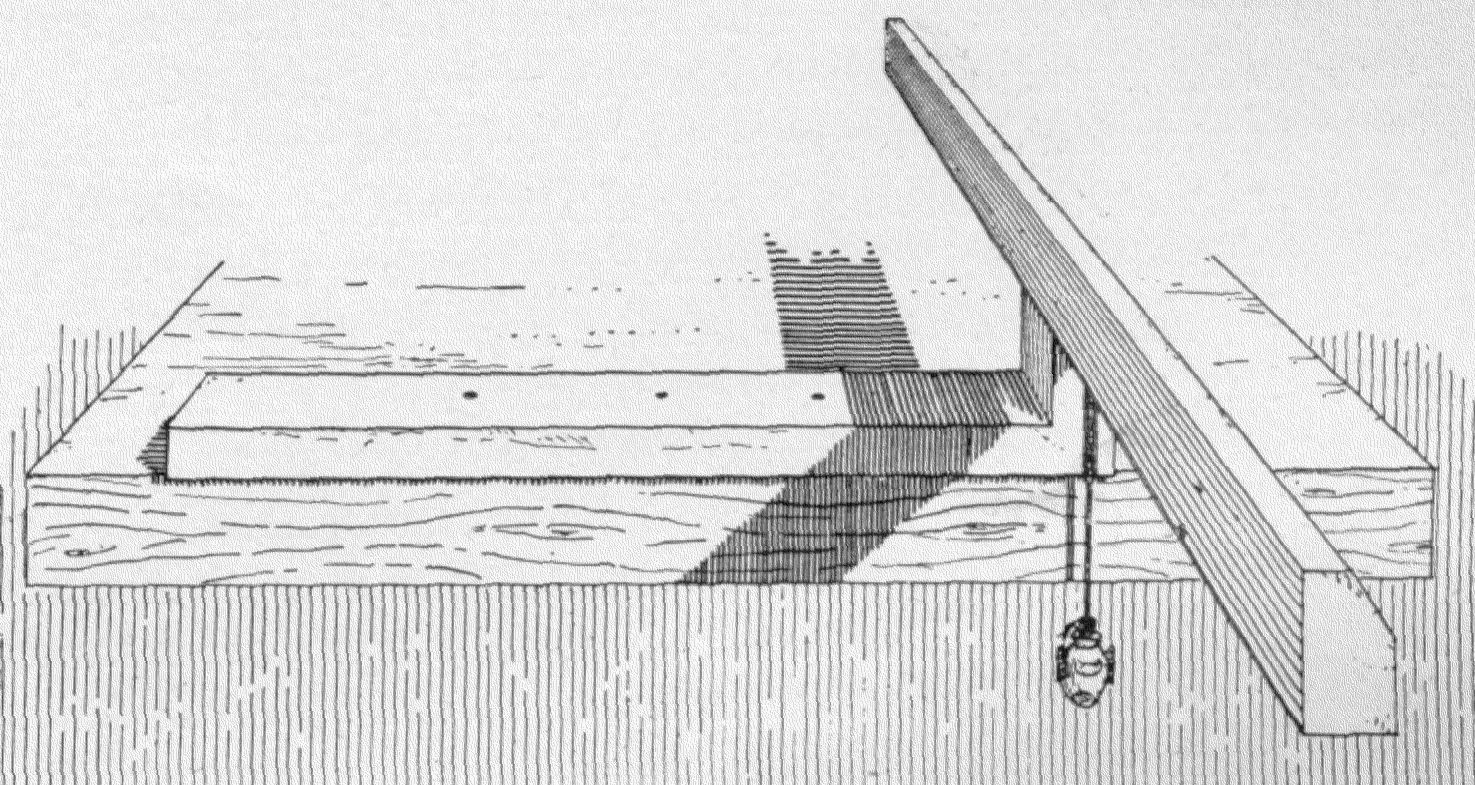
Im Osireion beschriebene altägyptische Sonnenuhr

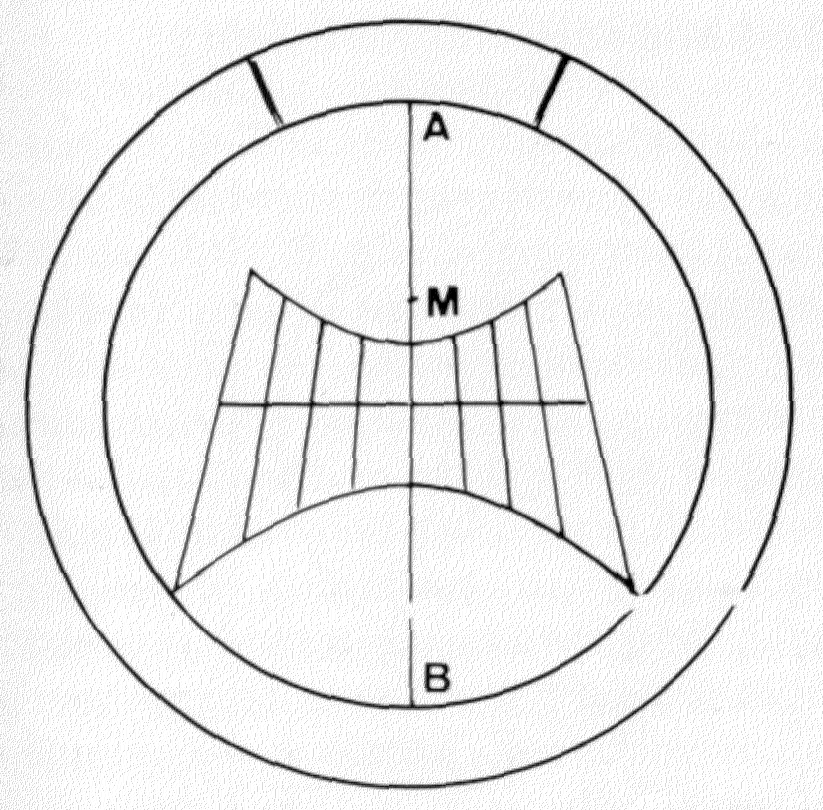
Discus in plano (nach Vitruv)

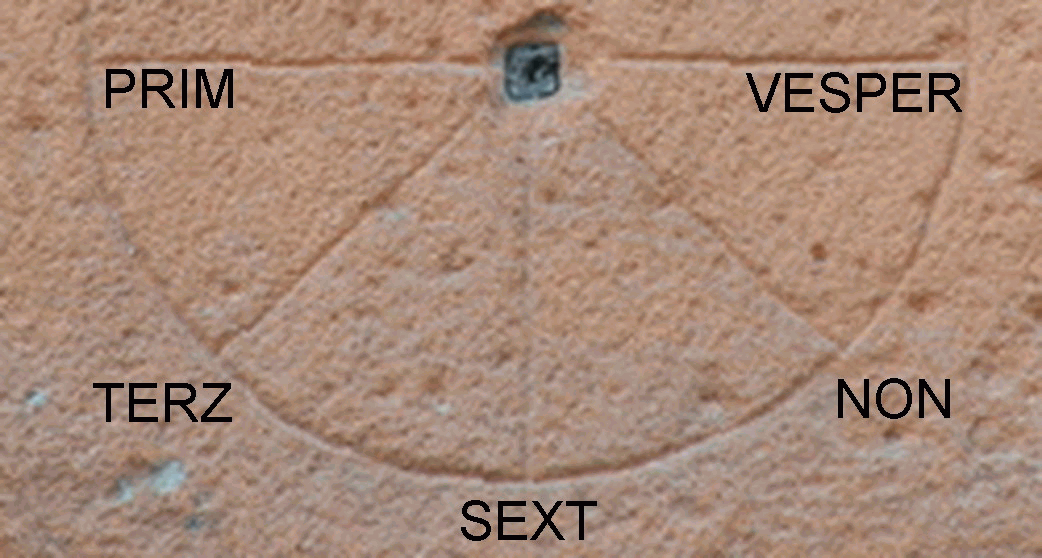
Kanoniale Sonnenuhr

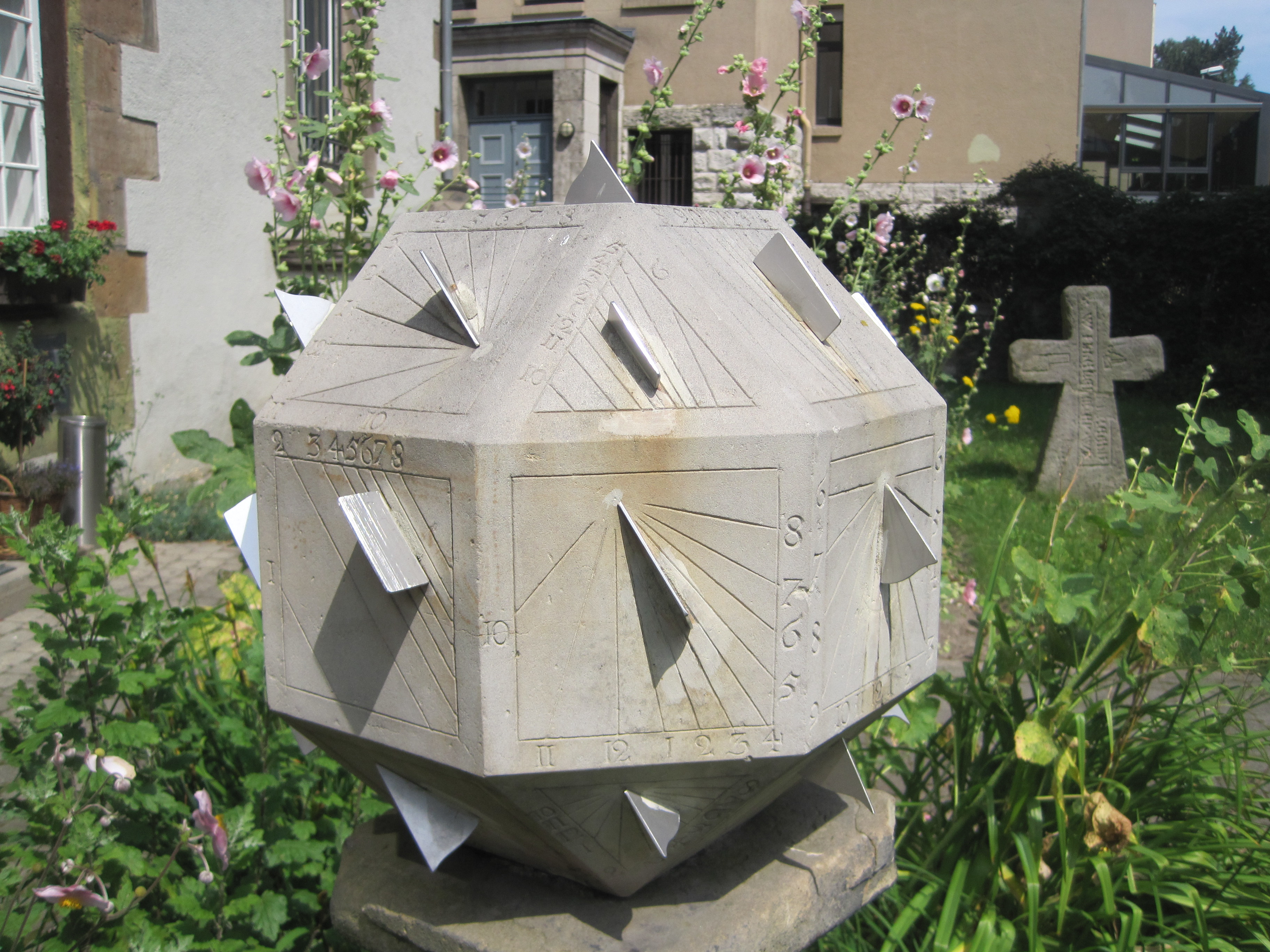
Vielflächen-Sonnenuhr

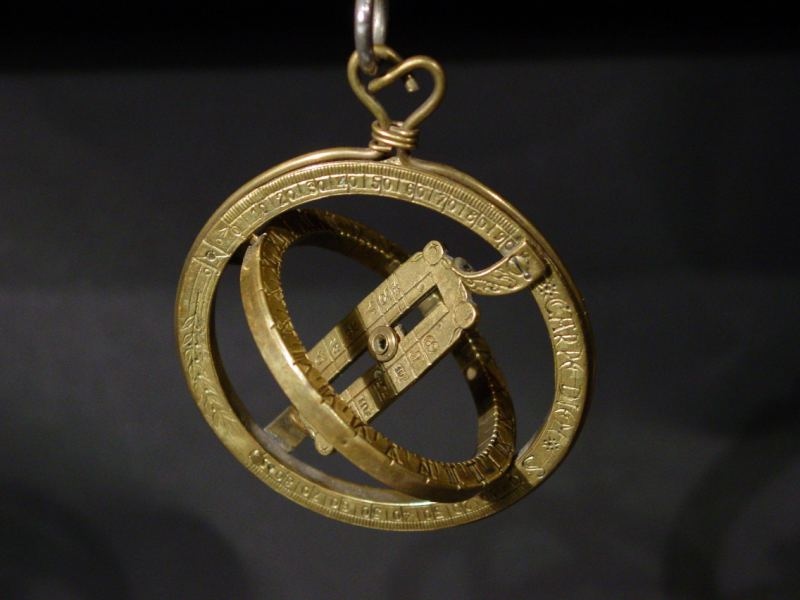
Tragbare Ringsonnenuhr

### Älteste Sonnenuhren
Als man den Schatten schließlich zu jeder Tageszeit auf einer sich zu beiden Seiten der Mittagslinie erstreckenden Skala maß, war eine vollwertige Sonnenuhr entstanden. Zu diesem frühen Schritt, in verschiedenen alten Kulturen wie in China und in Mesopotamien bei den Sumerern unabhängig voneinander vollzogen, existieren nur wenige Texte. Erste gut belegte archäologische Funde von Sonnenuhren stammen aus dem Alten Ägypten des 13. Jahrhunderts v. Chr.
Die altägyptische Sonnenuhr (Bild: Im Osireion beschriebene altägyptische Sonnenuhr), beispielsweise auch in einer Variante als Wand-Sonnenuhr, verwendete einen horizontalen Schattenwerfer. Die Lage eines solchen Schattens ist immer (ausgenommen am Äquator) vom Jahresdatum abhängig, weshalb diese Uhren nur als primitive Vorläufer prinzipiell richtig konstruierter Sonnenuhren gelten. Eine Sonnenuhr mit horizontalem Stab in einer Wand wurde im Mittelalter als Kanoniale Sonnenuhr erneut benutzt (Bild: Kanoniale Sonnenuhr).
Vitruv beschreibt etwa 10 v. Chr. im neunten seiner Zehn Bücher über Architektur die ihm bekannten antiken Sonnenuhren. Die Liste beginnt mit einer Sonnenuhr des im dritten Jahrhundert v. Chr. lebenden Chaldäers Berossos und der Skaphe des zur gleichen Zeit lebenden Aristarchos von Samos. In beiden Fällen handelt es sich um eine Hohlkugel-Sonnenuhr. Berossos verwendete zuerst eine komplette Halbkugel, die er Hemispherium nannte. Er hatte sich damit ein komplettes Gegenstück zum sichtbaren Teil der Himmelssphäre geschaffen. Später beschränkte er sich auf etwas mehr als den skalierten Teil und gab dieser Uhr den Namen Hemicyclum. Aristarchos wählte den heute noch für alle Hohlkugel-Sonnenuhren gebräuchlichen Namen Skaphe.
In der Liste Vitruvs folgt der discus in plano von Aristarchos, vermutlich eine horizontale Sonnenuhr, von der ein Exemplar an der Via Appia gefunden wurde (Bild: discus in plano). Dann folgt die arachne des etwas älteren Eudoxos von Knidos aus dem 4. Jahrhundert v. Chr. Die restlichen von Vitruv genannten Sonnenuhren konnten nicht gefunden und auch nicht gedeutet werden.
Der im ersten Jahrhundert v. Chr. gebaute achteckige Turm der Winde in Athen ist rundum mit vertikalen Sonnenuhren versehen. Es handelt sich bei ihnen um die größten antiken Vertikaluhren. Zu der gewöhnlich auf einer Südwand angebrachten Sonnenuhr kommen sieben weitere Sonnenuhren, jede in eine andere Richtung zeigend.
Der römische Kaiser Augustus ließ im Jahr 10 v. Chr. auf dem Marsfeld in Rom einen aus Ägypten stammenden Obelisken als Gnomon aufstellen. Dieser diente aber lediglich als Mittagsweiser und Kalender (Anzeige der die Jahreszeit enthaltenden Schattenlänge am Mittag). Dass es sich beim sogenannten Solarium Augusti um eine komplette Sonnenuhr handelte, erwies sich nicht als realistische Vermutung.

### Kanoniale Sonnenuhr

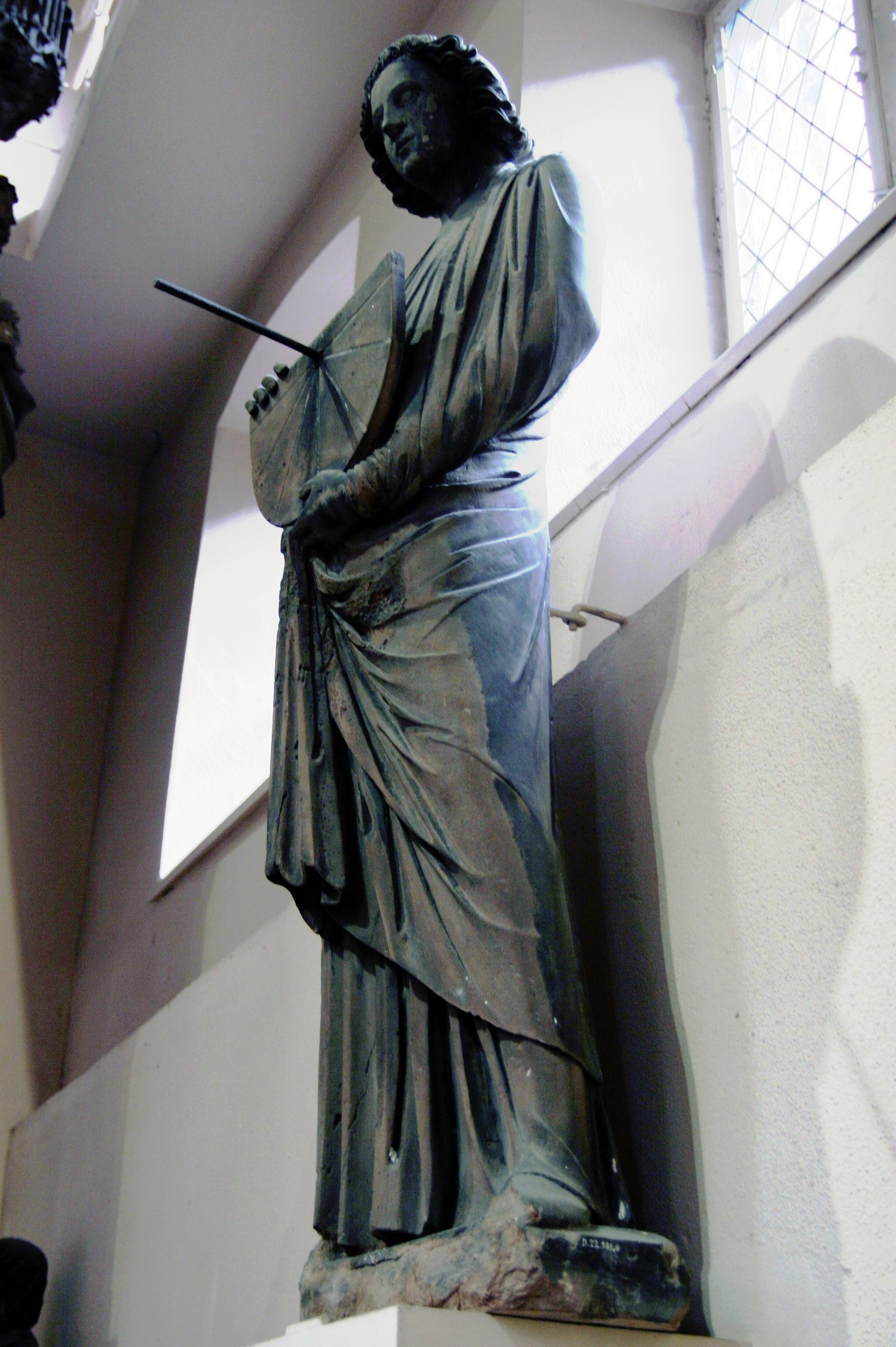
Jüngling mit Sonnenuhr (Straßburger Münster, ca. 1240)

Nach dem Ende des Römischen Reiches gingen Gebrauch und Anfertigung von Sonnenuhren zurück. Das Wissen darüber ging nahezu verloren. Seit dem achten Jahrhundert n. Chr. wurden wieder einfache Sonnenuhren ähnlich den Wand-Sonnenuhren im Alten Ägypten angefertigt. Ihr jetzt verwendeter Name Kanoniale Sonnenuhren deutet ihren Gebrauch in Klöstern und deren Umgebung an. Man erinnerte mit ihnen an die am Tage zu verrichtenden, seit Benedikt von Nursia streng geregelten Gebete (Bild: Kanoniale Sonnenuhr). Dabei wurde in Kauf genommen, dass die mit einer solchen unvollkommenen Sonnenuhr angezeigten Gebetszeiten weder gleichmäßig über den Tag verteilt noch unabhängig von der Jahreszeit waren. Die Verbreitung dieses Typs ging mit der von Irland und England ausgehenden missionarischen Tätigkeit der Benediktiner einher.
Um 822 entstand in Fulda die älteste deutsche Sonnenuhr.

### Sonnenuhr mit Polstab
Nach den Kreuzzügen tauchte in Europa der Polstab auf, womit die Sonnenuhr ihre prinzipielle Vollkommenheit erlangte, wenn man davon absieht, dass die von ihr angezeigte Wahre Ortszeit noch mit dem Fehler der Zeitgleichung behaftet ist. Der Polstab wird erstmals im 12. Jahrhundert vom Araber Abul Hassan al Marrakushi beschrieben, was darauf deutet, dass er eine arabische Erfindung ist.

### Neuzeitliche Sonnenuhren
Die Sonnenuhr wurde seit der Renaissance Objekt der Kunst und der Mathematik. Für herrschaftliche Terrassen und Parks entstanden zum Beispiel üppige Vielflächensonnenuhren.
Tragbare Sonnenuhren erschienen seitdem in vielfältigen Formen. Am häufigsten war die Mitte des 15. Jahrhunderts wahrscheinlich von Georg von Peuerbach erfundene Klappsonnenuhr, bei der beim Aufklappen des Deckels zwischen der Bodenplatte mit Skala (Horizontalsonnenuhr) und ihm ein Faden als Polstab gespannt wird. Sie tragen zusätzlich einen Magnetkompass, mit dessen Hilfe die Ausrichtung innerhalb der Himmelsrichtungen vorgenommen wird. Des Weiteren waren Bechersonnenuhren in Gebrauch.
Sonnenuhren blieben bis zum Ende des 19. Jahrhunderts unentbehrlich. Erst dann erreichten mechanische Uhren ausreichende Genauigkeit und Zuverlässigkeit, dass man sie nicht mehr zum Beispiel auf Bahnhöfen jeden Mittag mit Hilfe eines auf den Mittleren Mittag korrigierten Mittagsweisers zu korrigieren brauchte.
Heute sind wieder vermehrt Sonnenuhren in privaten Gärten, an Wohnhäusern und in öffentlichen Parks zu finden – vorwiegend in den Ländern, deren Kultur ihre Wurzeln in der griechischen und der römischen Antike hat. Es gibt auch neue monumentale Sonnenuhren, zum Beispiel die große Boden-Sonnenuhr auf der Halde Hoheward zwischen Herten und Recklinghausen.

## Zusammenfassung: Eine vertikale Mehrfach-Sonnenuhr

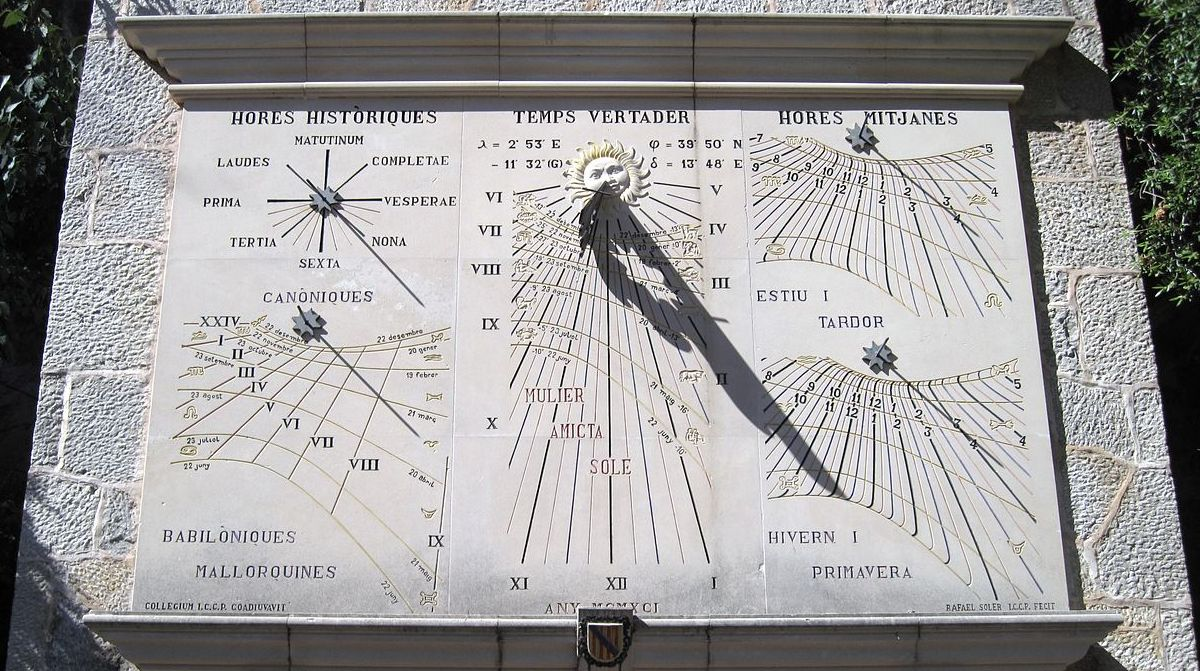

Die Mehrfach-Sonnenuhr von Santuari de Lluc (Mallorca) wird im Folgenden etwas detaillierter beschrieben, da sie die Entwicklung der Sonnenuhr und deren unterschiedlichen Gebrauch an vier ausgewählten Beispielen zusammenfassend veranschaulicht. Die Sonnenuhr steht an einem Ort mit geografischer Länge λ = 2° 53′ Ost (siehe mittleres Zifferblatt, oben). Die dortige Wahre Ortszeit läuft jener in Greenwich etwa zwölf Minuten voraus, hingegen der Wahren Ortszeit auf 15° Ost (Bezugslängengrad für die in Spanien gültige Mitteleuropäische Zeit) etwa 48 Minuten nach.
1. Kanoniale Sonnenuhr (links oben)
Auf dem Zifferblatt sind auch die Nachtgebete vermerkt, obwohl nur die Zeiten zwischen Sonnenaufgang (PRIMA) und Sonnenuntergang (VESPERAE) anzeigbar sind. Nur der Mittag (SEXTA) kann als der Zeitpunkt des Durchgangs der Sonnenmitte durch den Meridian genau angezeigt werden. Auf dem Bild wird bald eine Stunde am Nachmittag, die als Zeitpunkt für das NONA-Gebet bestimmt ist, angezeigt.
2. Sonnenuhr für Babylonische Stunden (links unten)
Schattenwerfer ist die Stabspitze (Nodus). Angezeigt werden ab Sonnenaufgang gezählte äquinoktiale Stunden. Außerdem enthält das Zifferblatt die sieben Datumslinien für die zwölf Zeiträume, die mit den astrologischen Tierkreiszeichen gekennzeichnet werden. Im Bild fällt der Nodus etwa auf die neunte Stunde nach Sonnenaufgang. Es ist August/September (Tierkreiszeichen Jungfrau) oder März/April (Tierkreiszeichen Widder).
3. Sonnenuhr für Wahre Ortszeit (WOZ) (Bildmitte)
Die Anzeige erfolgt sowohl mit einem Polstab (obere Blechkante) als auch mit einem Nodus, der Kreuzung der Blechkante mit einem darauf befindlichen kleinen Querstab. Der Nodus wird nur zur Anzeige der Jahreszeit benötigt. Das Zifferblatt dieser Uhr ist nicht breit genug ausgelegt, um den Schatten des Nodus zur Tageszeit der Aufnahme zu enthalten. Die Polstab-Kante zeigt etwa 20 Minuten nach II Uhr am Nachmittag als WOZ.
Die Zahlen links und rechts der Sonne bedeuten:
λ = 2° 53′ E und φ = 39° 50′ N: geografische Koordinaten des Standorts
−11′ 32″ (G): Zeitunterschied zwischen WOZ am Standort und WOZ auf dem 15. Längengrad Ost
δ = 13° 48′ E: Winkel, um den die senkrechte Wand aus der Südrichtung nach Ost verdreht ist.
4. Sonnenuhren für Mitteleuropäische Zeit (MEZ und MESZ) (rechts)
Schattenwerfer ist wieder eine Stabspitze (Nodus), mit der die Zeitgleichung berücksichtigt werden kann. Die obere Sonnenuhr wird im Sommerhalbjahr benutzt, die untere im Winterhalbjahr. Dadurch konnten die Analemma-förmigen Stundenlinien in zwei verwechslungsfrei ablesbare Hälften geteilt werden. Beide Uhren sind für MEZ skaliert (obere Ziffern für MEZ, untere Ziffern für MESZ). Angezeigt wird etwa 4:10 Uhr MESZ (Nachmittag, obere Uhr).

Kontrolle mit der Anzeige 2:20 Uhr der mittleren Uhr: 2:20 + 48 min (entspricht Längengraddifferenz 15° − 2° 53′) + 60 min (Differenz zwischen Normal- und Sommerzeit) ≈ 4:10 Uhr.
Die astrologischen Datumslinien sind eine Beigabe zum ungefähren Ablesen der Jahreszeit.

## Sinnsprüche und Inschriften
Sinnsprüche und andere Inschriften auf Sonnenuhren entstanden schon sehr früh. Die meisten wurden in lateinischer Sprache abgefasst. Manche haben einen Bezug zur Messung der Zeit wie zum Beispiel Horas non numero nisi serenas (wörtlich: Die Stunden zähle ich nicht, wenn sie nicht heiter sind), der als „Mach es wie die Sonnenuhr, zähl die heit’ren Stunden nur“ einer der heute meist vorkommenden Sonnenuhrensprüche ist. Andere sind sehr allgemeine Betrachtungen über Zeit und Leben, wie beispielsweise: Tempus fugit („Die Zeit flieht“) oder Vita in motu („Das Leben ist in Bewegung“). Die vier Tageszeiten Morgen – Tag – Abend – Nacht reflektiert der Spruch an einer historischen Hausfassade in Passau lux transit – hora (tempus) fugit – umbra venit – fides manet („Licht zieht auf, die Stunde flieht, Schatten wächst, (jedoch) Hoffnung bleibt“), den der Komponist Philipp Ortmeier zu der Kantate Horologium für Chor und Orchester (2022) verarbeitete. Häufig wird an die Vergänglichkeit des Lebens erinnert: Ultima latet („Die letzte [Stunde] ist ungewiss“) oder Carpe diem („Nutze den Tag“). Auch bei modernen Sonnenuhren bleiben lateinische Sinnsprüche in ganz Europa beliebt, es gibt jedoch auch viele in der jeweiligen Landessprache, bis hin zu regionalen Dialekten.